# لوکاس بیلا
لوکاس بیلا (اسپانیایی: Lucas Vila‎؛ زادهٔ ۲۳ اوت ۱۹۸۶) بازیکن هاکی روی چمن اهل آرژانتین است که در مسابقات کشوری و بین‌المللی در مجموع برندهٔ ۹ مدال طلا، ۲ مدال نقره، ۳ مدال برنز شده‌است.